# 七龍珠Z 復活的融合!!悟空和達爾
《七龍珠Z 復活的融合!!悟空和贝吉塔》（日語：ドラゴンボールZ 復活のフュージョン!!悟空とベジータ，英语: Dragon Ball Z: The Rebirth of Fusion!! Goku and Vegeta），是七龍珠在1995年3月4日上映的第15部劇場版動畫。故事时间在在魔人布欧事件之后。

## 配音員
| 孫悟空           | 野澤雅子        | 于正昇        |
| 孫悟飯           | 野澤雅子        | 于正昌        |
| 孫悟天           | 野澤雅子        | 李宛鳳        |
| 達爾             | 堀川亮          | 符爽          |
| 特南克斯         | 草尾毅          | 馮友薇        |
| 邪念波           | 玄田哲章        | 孫中台        |
| 拜高安           | 緑川光          | 于正昌        |
| 独裁者           | 島田敏          | 孫德成        |
| 悟基塔           | 野澤雅子 堀川亮 | 于正昇 符爽   |
| 悟天克斯         | 野澤雅子 草尾毅 | 李宛鳳 馮友薇 |
| 北界王           | 八奈見乘兒      | 孫中台        |
| 东界王           | 山本圭子        |               |
| 南界王           | 西尾徳          |               |
| 西界王           | 島田敏          |               |
| 大界王           | 槐柳二          |               |
| 阎罗王           | 郷里大輔        | 孫德成        |
| 异界武道会主持人 | 中尾隆聖        |               |
| 弗利沙           | 中尾隆聖        | 符爽          |
| 比迪丽           | 皆口裕子        | 馮友薇        |
| 琪琪             | 渡边菜生子      | 馮友薇        |
| 布瑪             | 鹤弘美          | 李宛鳳        |
| 撒旦先生         | 郷里大辅        | 孫中台        |
| 蓝鬼             | 安西正弘        |               |
| 吸血鬼           | 安西正弘        |               |
| 男子A            | 宮尾秀幸        |               |
| 男子B            | 私市淳          |               |
| 神龍             | 玄田哲章        |               |
| 旁白             | 八奈見乘兒      |               |

## 制作人员
- 製作総指揮：高岩淡、安齊富夫、泊懋
- 原作：鳥山明
- 企画：森下孝三、蛭田成一、清水賢治、金田耕司、週刊少年Jump
- 製作担当：杉本隆一
- 脚本：小山高生
- 音楽：菊池俊輔
- 撮影監督：武井利晴
- 録音：二宮健治
- 編集：福光伸一
- 美術設定：窪田忠雄
- 美術監督：徳重賢
- 作画監督：山室直儀
- 監督：山内重保
- 原画：、舘直樹、木下勇喜、稲上晃、山室直儀
- 宣伝協力：

## 主題歌
片頭曲「WE GOTTA POWER」
作詞：森雪之丞、作曲・編曲：石川恵樹、歌：影山浩宣
片尾曲「最強的融合」 （最強のフュージョン）
作詞：森雪之丞、作曲：林哲司、編曲：林有三、歌：影山浩宣

## 相關商品
VHS・LD
1995年9月8日發售。
DVD
- DRAGON BALL 劇場版 DVDBOX DRAGON BOX THE MOVIES

2006年4月14日發售。
- DRAGON BALL THE MOVIES #12 ドラゴンボールZ 復活のフュージョン!!悟空とベジータ

2006年4月14日發售。
全彩漫畫
《七龍珠Z 悟空與達爾合體復活!》（ジャンプ・アニメコミックス ドラゴンボールZ 復活のフュージョン!!悟空とベジータ）集英社發行的彩色漫畫，臺灣是由東立出版社代理正體中文版。
| 卷數 | 集英社        | 集英社             | 東立出版社    | 東立出版社         |
| 卷數 | 發售日期      | ISBN               | 發售日期      | ISBN               |
| ---- | ------------- | ------------------ | ------------- | ------------------ |
| 全   | 1995年8月26日 | ISBN 4-8342-1408-7 | 1997年7月25日 | ISBN 957-34-5247-2 |

## 外部連結
- 互联网电影数据库（IMDb）上《七龍珠Z 復活的融合!!悟空和達爾》的资料（英文）